# Semiothisa carpo
Semiothisa carpo là một loài bướm đêm trong họ Geometridae.